# Janar Soo
Janar Soo (Kohila, 17 gennaio 1991) è un ex cestista estone.

## Palmarès
- Campionato estone: 1

Kalev/Cramo: 2015-16
- Coppa di Estonia: 1

Kalev/Cramo: 2016